# 奧爾蒂納鄉
44°15′0″N 27°34′0″E / 44.25000°N 27.56667°E
奧爾蒂納鄉（羅馬尼亞語：Comuna Oltina, Constanța），是羅馬尼亞的鄉份，位於該國西南部，由康斯坦察縣負責管轄，面積118平方公里，海拔高度7米，2007年人口2,950，人口密度每平方公里25人。